# Brec Bassinger
Brec Bassinger (Saginaw, 25 mei 1999) is een Amerikaans actrice. Ze is onder andere bekend geworden door haar rollen in de Nickelodeon televisieseries De Hathaways: Een geestige familie en Bella en de Bulldogs. Van 2020 tot 2022 speelde Bassinger de hoofdrol van Stargirl in de gelijknamige serie van DC Universe en The CW.

## Biografie
Brec Bassinger werd geboren in Saginaw in de Amerikaanse staat Texas. Ze is de jongste van een gezin van drie met twee oudere broers, Beric en Brice. Ze besloot bij haar moeder te gaan leven terwijl de rest van haar familie in Texas bleef. Bassinger speelde op jonge leeftijd basketbal, volleybal en atletiek. Daarnaast was ze een cheerleader. Op achtjarige leeftijd werd diabetes type 1 gediagnosticeerd bij Bassinger.
Bassinger kreeg in 2014 de hoofdrol van Bella in de Nickelodeon televisieserie Bella en de Bulldogs. Deze serie liep van 2015 tot 2016. In 2016 voegde ze zich bij de cast van de tienerkomediefilm Status Update. Twee jaar later speelde ze de rol van Roni in de Hulu televisieserie All Night. In 2019 speelde Bassinger in de thrillerfilm 47 Meters Down: Uncaged. Daarvoor was Bassinger al gecast als hoofdrolspeelster Courtney Whitmore/Stargirl in de televisieserie Stargirl waarvan het eerste seizoen werd uitgebracht door DC Universe en The CW in mei 2020.
In mei 2024 werd bekend dat Bassinger was gecast in een hoofdrol in de film Final Destination: Bloodlines, het zesde deel in de Final Destination-filmreeks.

## Filmografie

### Films
| Jaar | Titel                         | Rol                 | Opmerkingen   |
| ---- | ----------------------------- | ------------------- | ------------- |
| 2015 | Liar, Liar, Vampire           | Vi                  | Televisiefilm |
| 2018 | Status Update                 | Maxi Moore          |               |
| 2018 | Killer Under the Bed          | Kilee               | Televisiefilm |
| 2019 | 47 Meters Down: Uncaged       | Catherine           |               |
| 2023 | V.C. Andrews' Dawn            | Dawn Longchamp      | Televisiefilm |
| 2023 | The Man in the White Van      | Margaret            |               |
| 2025 | Final Destination: Bloodlines | jonge Iris Campbell |               |

### Televisieserie
| Jaar       | Titel                              | Rol                          | Opmerkingen          |
| ---------- | ---------------------------------- | ---------------------------- | -------------------- |
| 2013, 2016 | The Goldbergs                      | Zoe MacIntosh                | 2 afl.               |
| 2013-2014  | De Hathaways: Een geestige familie | Emma                         | Terugkerende rol     |
| 2015-2016  | Bella en de Bulldogs               | Bella Dawson                 | Hoofdrol             |
| 2016-2018  | School of Rock                     | Kale                         | Terugkerende rol     |
| 2017       | Code Black                         | Emma                         | 1 afl.               |
| 2018       | All Night                          | Roni                         | Hoofdrol             |
| 2019-heden | Huize Herrie                       | Margo Roberts                | Terugkerende stemrol |
| 2019       | Chicken Girls                      | Babs                         | Terugkerende rol     |
| 2020-2022  | Starlight                          | Courtney Whitmore / Stargirl | Hoofdrol             |
| 2023       | Titans                             | Courtney Whitmore / Stargirl | 1 afl.               |
| 2023       | Dew Drop Diaries                   | Willow Jasmine               | Terugkerende stemrol |